# Israelische Botschaft in Berlin
Die israelische Botschaft in Berlin ist der Hauptsitz der diplomatischen Vertretung von Israel in Deutschland. Sie befindet sich im Ortsteil Schmargendorf an der Auguste-Viktoria-Straße 74.

## Geschichte

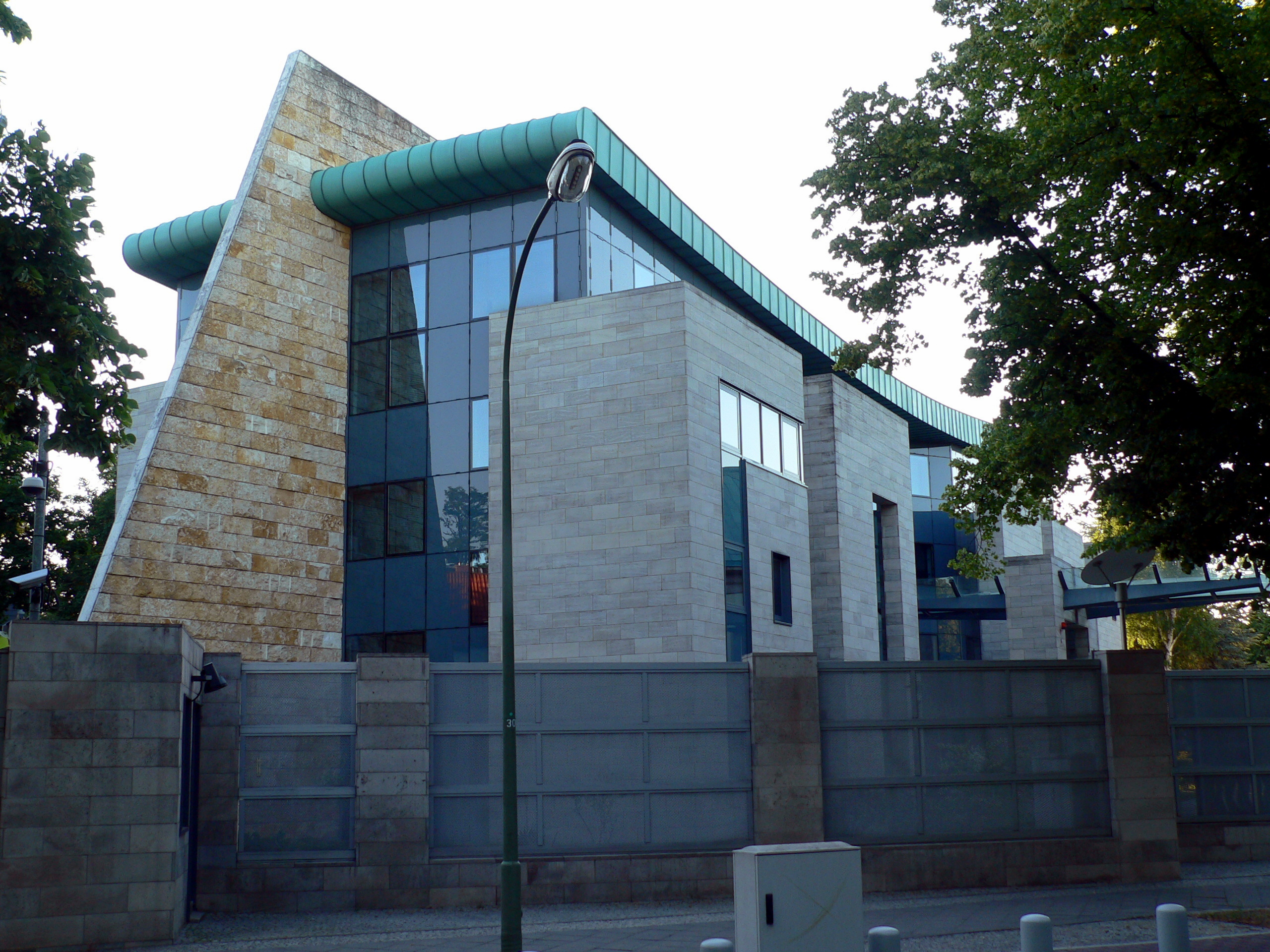
Israelische Botschaft in der Auguste-Viktoria-Straße

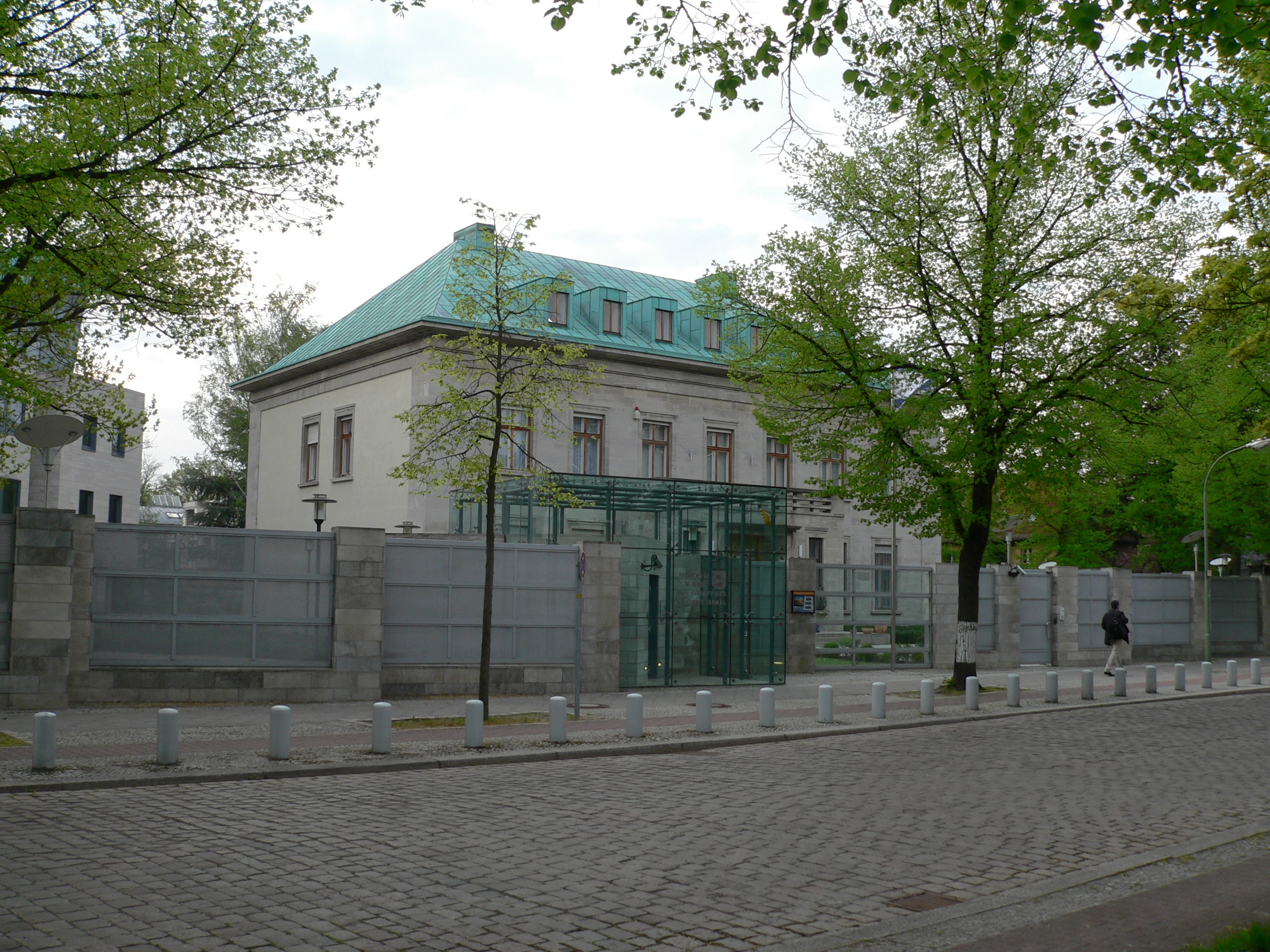
Residenz des Botschafters in der alten Villa

Seit 1965 gibt es diplomatische Beziehungen zwischen dem Staat Israel und der Bundesrepublik Deutschland. Die erste, am 24. August 1965 eröffnete Botschaft (zuvor bestand eine Gesandtschaft) befand sich im Kölner Stadtteil Ehrenfeld. Im Jahr darauf verlegte sie ihren Sitz in den Bonner Stadtbezirk Bad Godesberg (→ Eintrag in Botschaftsliste). Mit der Verlegung des Regierungssitzes zog die israelische Botschaft im August 1999 von Bonn nach Berlin, wo es bis dahin nur ein israelisches Generalkonsulat in der Schinkelstraße 10 (Grunewald) gab.
Der Botschafter residiert in der Villa des früheren jüdischen Kommerzienrates Hermann Schöndorff (1868–1936; Mitgründer der Firma Gebr. Schöndorff, von 1920 bis Anfang 1931 Karstadt-Vorstandsmitglied). Das mittlerweile unter Denkmalschutz stehende Gebäude wurde 1929–1930 vom Karstadt-Baubüro unter Architekt Philipp Schaefer mit einer Fassade aus Muschelkalk entworfen. Infolge der „Machtergreifung“ der Nationalsozialisten war die Familie Schöndorff gezwungen, das Wohnhaus zu verkaufen und 1934 aus Deutschland nach Paris zu emigrieren.
Später gehörte das Haus dem Diakonischen Werk, das dort das Oberlin-Seminar als Fachschule zur Ausbildung von Erziehern eingerichtet hatte. 1997 kaufte die Berliner Unternehmensgruppe Specker Bauten GmbH (aktuell: Cenda Invest AG) das Anwesen; sie übernahm im Auftrag des Staates Israel auch die Generalplanung und Projektsteuerung der folgenden Baumaßnahmen.
Im Jahr 1998 erwarb der Staat Israel die Villa und das rund 9000 m² große Grundstück. Das Innere der Botschaftervilla wurde umgestaltet nach einem Entwurf von Esther Bachrach Yaacobi, der Frau des früheren israelischen Ministers und UN-Botschafters Gad Yaacobi.
Die Botschaft ist in einem Neubau auf dem Grundstück untergebracht, der 1999–2001 nach Plänen der israelischen Architektin Orit Willenberg-Giladi, Tochter des Überlebenden des KZ Treblinka, Samuel Willenberg, in Zusammenarbeit mit dem Berliner Architekten Wolfgang Keilholz errichtet wurde. Die Fassade besteht aus sechs Elementen, die für die sechs Millionen im Holocaust getöteten Juden stehen. Willenberg-Giladi hatte zuvor schon die israelischen Botschaften in Bangkok, Canberra, Genf und Manila entworfen. Die Fassade ist wie die Botschaftervilla mit Muschelkalk verkleidet. Für den Bau wurden einige kleinere Nebengebäude der Villa abgerissen.
Die Einweihung fand am 9. Mai 2001 statt, dem 53. Jahrestag der Unabhängigkeit Israels.